# Seniors Pot Black
Der Henderson Investors Seniors Pot Black 1997 war ein einmalig ausgetragenes Sonderformat des Pot Black Cups, welches im März 1997 im Rahmen der Saison 1996/97 als Snooker-Einladungsturnier im Goodwood House im englischen Chichester ausgetragen wurde und zahlreiche ehemalige Top-Spieler der 1970er- und 1980er-Jahre als Teilnehmerfeld umfasste. Sieger wurde der Weltmeister von 1986 Joe Johnson, der im Finale den Weltmeister von 1979, Terry Griffiths mit 2:0 nach Frames besiegte. Johnson spielte mit einem 57er-Break auch das höchste Break des Turnieres. Die Turnierspiele wurden zwischen dem 3. und dem 14. März 1997 im Fernsehen gezeigt.

## Turnierverlauf
Wie auch beim normalen Pot Black wurden alle Partien bis einschließlich zum Halbfinale innerhalb eines einzigen Frames entschieden, lediglich das Endspiel ging über maximal drei Frames. Acht Spieler spielten in einer ersten Runde um den Einzug ins Viertelfinale, wo auch das restliche Teilnehmerfeld zu den vier Siegen aus der ersten Runde hinzustieß. Der Turniersieger wurde schließlich im K.-o.-System entschieden.
Hinweis: Die Ergebnisse der ersten drei Runden sind in erspielten Punkten angegeben, das Finalergebnis in Frames.
|  | Erste Runde Best of 1 Frames | Erste Runde Best of 1 Frames |   |                 | Viertelfinale Best of 1 Frames | Viertelfinale Best of 1 Frames |                 |             | Halbfinale Best of 1 Frames | Halbfinale Best of 1 Frames |  |  | Finale Best of 3 Frames | Finale Best of 3 Frames |
|  |                              |                              |   |                 |                                |                                |                 |             |                             |                             |  |  |                         |                         |
|  | Joe Johnson                  | 87                           |   |                 | Eddie Charlton                 | 31                             |                 |             |                             |                             |  |  |                         |                         |
|  | Perrie Mans                  | 30                           |   |                 | Joe Johnson                    | 50                             |                 |             |                             |                             |  |  |                         |                         |
|  | Perrie Mans                  | 30                           |   | Joe Johnson     | Joe Johnson                    | 50                             | 112             |             |                             |                             |  |  |                         |                         |
|  |                              |                              |   |                 |                                |                                | 112             |             |                             |                             |  |  |                         |                         |
|  |                              | Dennis Taylor                | 6 |                 |                                |                                |                 |             |                             |                             |  |  |                         |                         |
|  | Dennis Taylor                | Dennis Taylor                | 6 | 74              |                                |                                | Doug Mountjoy   | 28          |                             |                             |  |  |                         |                         |
|  | Dennis Taylor                |                              |   |                 |                                |                                | Doug Mountjoy   | 28          |                             |                             |  |  |                         |                         |
|  | John Spencer                 | 47                           |   |                 | Dennis Taylor                  | 101                            |                 |             |                             |                             |  |  |                         |                         |
|  | John Spencer                 | 47                           |   |                 |                                | 101                            |                 | Joe Johnson | 2                           |                             |  |  |                         |                         |
|  |                              |                              |   |                 |                                |                                |                 |             |                             |                             |  |  |                         |                         |
|  |                              | Terry Griffiths              | 0 |                 |                                |                                |                 |             |                             |                             |  |  |                         |                         |
|  | Ray Reardon                  | Terry Griffiths              | 0 | 80              |                                |                                | Terry Griffiths | 95          |                             |                             |  |  |                         |                         |
|  | Ray Reardon                  |                              |   |                 |                                |                                | Terry Griffiths | 95          |                             |                             |  |  |                         |                         |
|  | Willie Thorne                | 46                           |   |                 | Ray Reardon                    | 40                             |                 |             |                             |                             |  |  |                         |                         |
|  | Willie Thorne                | 46                           |   | Terry Griffiths | Ray Reardon                    | 40                             | 111             |             |                             |                             |  |  |                         |                         |
|  |                              |                              |   |                 |                                |                                | 111             |             |                             |                             |  |  |                         |                         |
|  |                              | Graham Miles                 | 5 |                 |                                |                                |                 |             |                             |                             |  |  |                         |                         |
|  | Graham Miles                 | Graham Miles                 | 5 | 75              |                                |                                | Cliff Thorburn  | 33          |                             |                             |  |  |                         |                         |
|  | Graham Miles                 |                              |   |                 |                                |                                |                 |             |                             |                             |  |  |                         |                         |
|  | Rex Williams                 | 26                           |   |                 | Graham Miles                   | 63                             |                 |             |                             |                             |  |  |                         |                         |

### Finale
Im Finale trafen mit Joe Johnson und Terry Griffiths zwei ehemalige Weltmeister aufeinander. Während Johnson noch aktiv war, beendete Griffiths mit dem Ende der Saison 1996/97 seine Profikarriere, sodass er sowohl bei seinem zweiten Profiturnier (WM 1979) als auch bei seinem vorletzten Profiturnier das Endspiel erreichte. Jedoch verlor diesmal Griffiths, als Johnson die beiden nötigen Frames mit 85:32 und 70:17 gewann.
| Finale: Best of 3 Frames Goodwood House, Chichester, England, März 1997 |                |                 |
| Joe Johnson                                                             | 2:0            | Terry Griffiths |
| 85:32, 70:17                                                            |                |                 |
| –                                                                       | Höchstes Break | –               |
| –                                                                       | Century-Breaks | –               |
| –                                                                       | 50+-Breaks     | –               |